# 백부인
백부인(柏夫人, 생몰년 미상)은 서진의 추증황제 사마의의 첩이다. 장춘화가 죽고 실질적 처가 되었다. 아들로 사마륜이 있다.

## 드라마
중국 드라마 《대군사사마의》에서는 백령균으로 불리고, 《신삼국》에서는 정주라고 한다. 하지만 조비의 의심으로 사마 가문에 발을 들인 첩자이다.